# Stuchowo
Stuchowo (niem. Stuchow) – wieś w Polsce położona w województwie zachodniopomorskim, w powiecie kamieńskim, w gminie Świerzno, przy dawnym trakcie Kamień Pomorski – Gryfice (dzisiaj droga wojewódzka nr 105).
We wsi znajduje się szkoła podstawowa im. Marii Konopnickiej, ochotnicza straż pożarna, klub piłkarski Korona Stuchowo oraz orlik. Ma tu swoją siedzibę rzymskokatolicka parafia św. Siostry Faustyny Kowalskiej a we wsi jest stosunkowo nowy kościół św. Siostry Faustyny Kowalskiej.

## Historia
Osada istniała już w czasach rzymskich, na przełomie III i IV wieku. Pierwsza historyczna wzmianka pochodzi z 1313 roku, kiedy była lennem Hanninga von Stuchowa. Od 1318 roku miejscowość stała się lennem Henninga von Behr. Od końca średniowiecza historia Stuchowa jest ściśle związana z historią rodziny pomorskiej von Plötzów. W 1490 roku Stuchowo przeszło w ręce rodziny von Plötz i majątek Stuchowo należał do nich w latach 1490–1945. W źródłach z 1490 i 1491 roku wspomniano o Eggercie von Plötzie i Clausie von Plötzie. W 1780 roku majątek we wsi składał się z 2 folwarków, 2 owczarni, 13 zagród chłopskich, 6 gospodarstw zagrodniczych, młyna wodnego i wiatraka. W tym czasie rodzina von Plötzów mieszkała na nieistniejącym dziś zamku. Po wojnie trzydziestoletniej Christoph von Plötz wzniósł nową siedzibę.
W 1804 roku majątek został powiększony o część dóbr ziemskich w Starzy. W 1839 roku właścicielem całości majątku (Stuchowo i Starza) był Karl Heinrich von Plötz. W kolejnych latach majątek powiększył się o ziemie w Wiejkowie i Rokicie. W latach osiemdziesiątych XIX wieku właścicielem majątku był Leo Karl Friedrich Wilhelm von Plötz, szambelan dworu króla pruskiego. W tym czasie majątek powiększył się o młyn i tartak. W 1902 roku, na zlecenie Henninga von Plötza, Karl Wennig zbudował w Stuchowie gorzelnię, w której z jęczmienia i ziemniaków produkowano spirytus, między innymi także jako dodatek do benzyny lotniczej dla lotnictwa morskiego w Dziwnowie. W 1915 roku po jego śmierci, ostatnim właścicielem majątku liczącego 778 hektarów gruntów i zespołu pałacowo-parkowego został syn Henning von Plötz. W 1920 roku administratorem majątku był Emil Hoffman, w 1929 roku Ernst Wilhelm, w latach 1939–1944 Paul Pöhlmann. W 1942 roku majątek został przejęty przez skarb państwa, prawdopodobnie z powodu zobowiązań finansowych.
Po II wojnie światowej majątek został przejęty przez miejscowy PGR.
W latach 1975–1998 miejscowość administracyjnie należała do województwa szczecińskiego.

## Pałac von Plötzów
W latach 1880–1888 roku szambelan króla pruskiego, poseł prowincji pomorskiej Leo von Plötz, wzniósł wzorując się na rezydencji królewskiej w Poczdamie neorenesansowy pałac z elementami form neobaroku. Główna część budynku została zbudowana w końcu lat 80. XIX wieku. Południowe skrzydło pałacu to pozostałość po znacznie starszym, poprzednim pałacu. Nad wejściem do budynku znajduje się herb i inicjały von Plötzów. We wnętrzu cenne są zachowane zdobienia klatki schodowej.
Po 1945 roku pałac był wykorzystywany na siedzibę dyrekcji i mieszkania dla pracowników PGR. W latach pięćdziesiątych XX wieku obiekt był wykorzystywany jako ośrodek kolonijny. Od 1963 roku funkcjonuje w nim gminna Szkoła Podstawowa im. Marii Konopnickiej. Pałac został odrestaurowany w latach 2004–2005. W 2011 roku przystąpiono do rewaloryzacji najstarszego, południowego skrzydła pałacu, będącego pierwszą siedzibą właścicieli Stuchowa.
Wokół pałacu rozciąga się 41-hektarowy park w stylu angielskim, ze względu na unikatowe rośliny zaliczany do jednego z najcenniejszych na Pomorzu Zachodnim. Do szczególnie cennych okazów można zaliczyć: świerk sitkajski o ponad 180 cm obwodzie pnia, topola biała (568 cm w obwodzie). W 2006 roku pałac został kompleksowo wyremontowany.

## Galeria

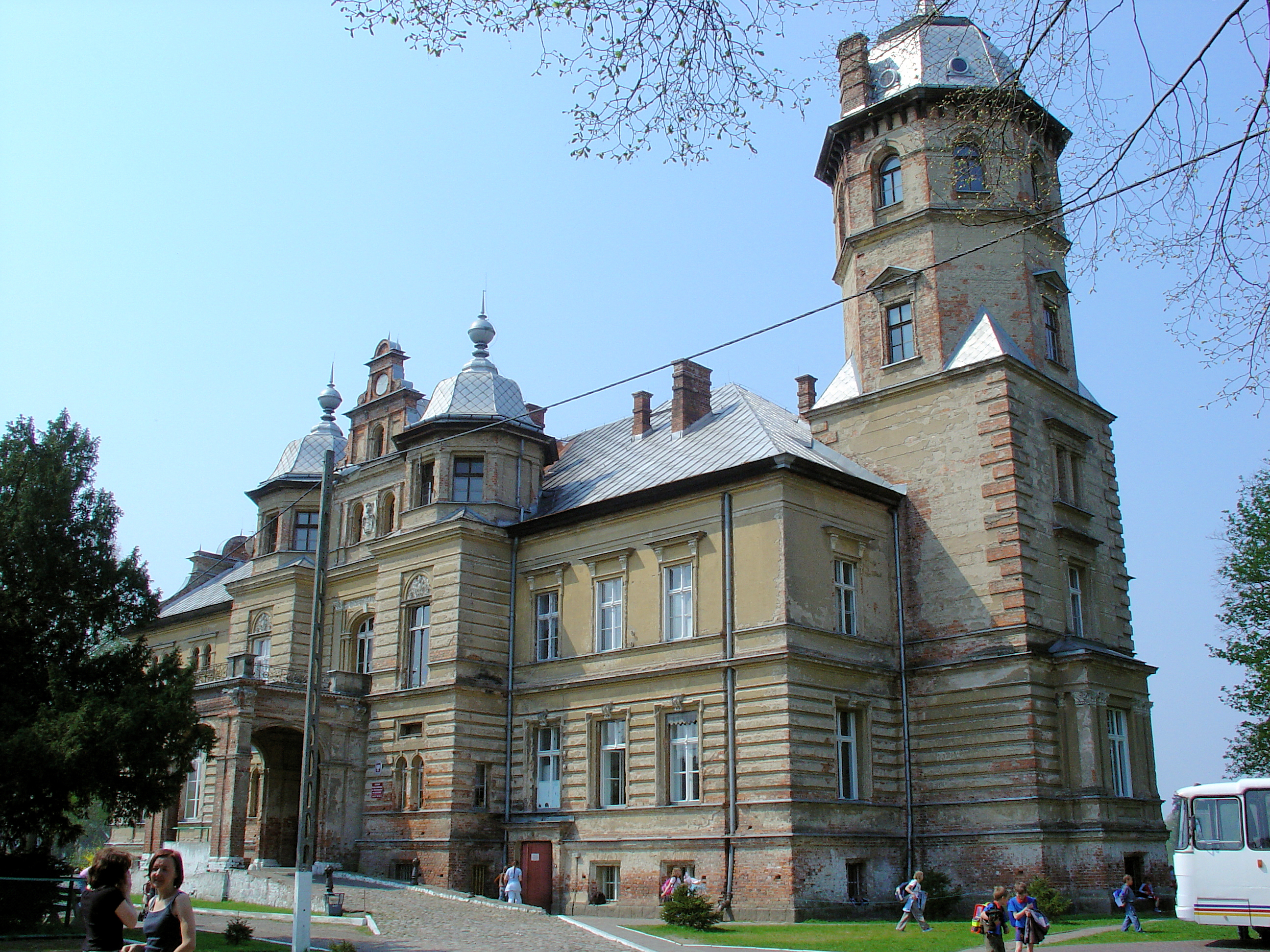
Pałac przed remontem
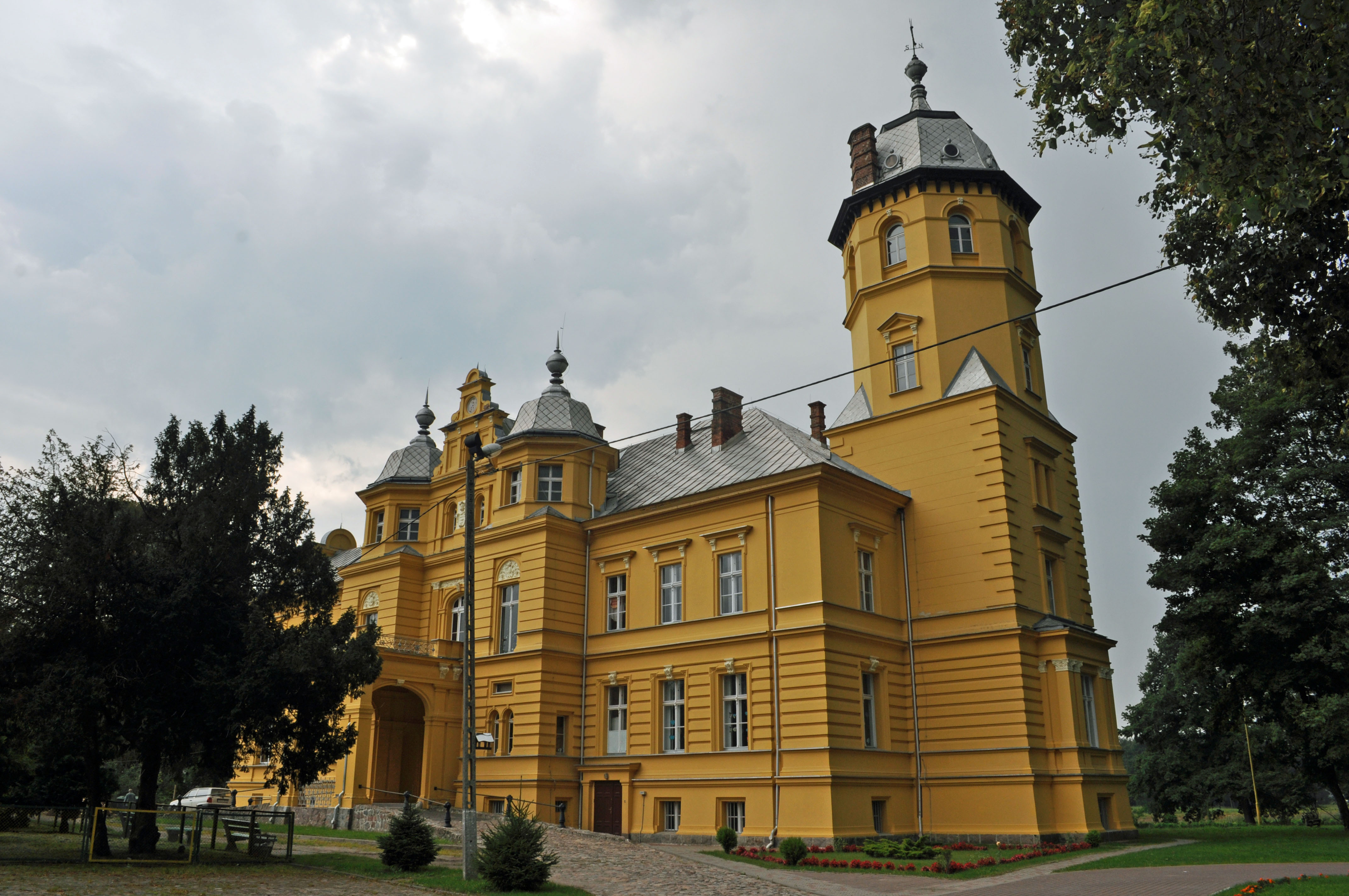
Pałac po remoncie